# (5189) 1990 UQ
Az (5189) 1990 UQ egy földközeli kisbolygó. Robert H. McNaught fedezte fel 1990. október 20-án.